# 乔致庸
乔致庸（1818年—1907年），字仲登，号晓池，中国清代山西太原祁县人，祁县乔氏第四代人，著名晋商，人称“亮财主”。

## 生平
嘉庆二十三年，乔致庸出生于山西太原祁县的一个商贾世家，父亲是乔全美，幼年父母双亡，由兄长乔致广抚育长大。
少年时期因兄长病故，乔致庸弃学从商，开始掌管乔氏家族生意。在他执掌家务时期，乔氏家族事业日益兴盛，成为山西富甲一方的商户。其下属复字号称雄包头，有“先有复盛公，后有包头城”的说法。另有大德通、大德恒两大票号遍布全国各地商埠、码头。至清末，乔氏家族已经在中国各地有票号、钱庄、当铺、粮店200多处，资产达到数千万两白银。乔致庸本人也被称为“亮财主”。
19世纪末，由于连年战乱，清王朝逐渐走向衰落，大量银錢外流。晚年的乔致庸一改以往不置家宅的传统，于同治初年（1862年）开始在家院附近购置地皮，大兴土木，修建了规模庞大的宅院，即著名的“乔家大院”，至今保存完好，是山西民居的代表。
乔致庸曾先后娶过六个妻子，分别是马氏、高氏、杨氏、周氏、杨氏、杨氏，育有六个儿子，十一个孙子，其中三儿子乔景俨在乔致庸晚年时当家。乔致庸待人随和，讲究诚信为本、“以德经商”。乔致庸一生做出诸多善行。光绪三年（1877年）天遭大旱，乔致庸开粮仓赈济灾民。光绪三十二年，乔致庸去世，终年89岁。

## 演绎
2006年开始在中国大陆上映的45集电视连续剧《乔家大院》，讲述了乔致庸的经商史。其中男主角乔致庸由陈建斌扮演。

## 参見
- 乔家大院 (文物古迹)
- 乔家大院 (电视剧)